# Велика Уча
Велика Уча́ (рос. Большая Уча) — село в Можгинському районі Удмуртії, Росія.
Урбаноніми:
- вулиці — Азіна, Берегова, Гагаріна, Горобинова, Джерельна, Жовтнева, Комунальна, Короленка, Космонавтів, Леніна, Лісова, Лучна, Миру, Молодіжна, Нагірна, Нова, Першотравнева, Радянська, Садова, Спортивна, Удмуртська, Фалалеєва, Червона

## Населення
Населення — 1953 особи (2010; 2013 в 2002).
Національний склад станом на 2002 рік:
- удмурти — 64 %
- росіяни — 33 %